# Panagia Kanala
Panagia Kanala è un'icona sacra e meta di pellegrinaggio a Citno. Si trova a sud est dell'isola, nel villaggio di Kanala sul mare.

## L’immagine
L'icona raffigura la Vergine Maria. È un esempio dell'arte post-bizantina ed è considerata opera del pittore cretese Emmanuel Skordilis. Si tratta di un’immagine di grandi dimensioni (1 x 0,80 mt) ed è datata 1575. Nel dipinto la figura pacata e dolce della Vergine Maria è raffigurata mentre sorregge Cristo con la mano sinistra. Gesù è protetto tra le sue braccia, con il volto rivolto verso l’Arcangelo Gabriele. Gli arcangeli Gabriele e Michele sono raffigurati a sinistra e a destra della parte superiore del quadro. 
Secondo la leggenda fu miracolosamente ritrovata dai pescatori nel tratto di mare tra Citno e Serifo illuminando la notte. Una volta scesi a terra portarono subito l'icona nel loro villaggio di Dryopida, all'interno dell'isola. Ancora secondo la tradizione, la Vergine Maria apparve nel sonno ai pescatori e indicò loro il luogo dove doveva essere eretta la chiesa.

## La chiesa
L'icona è conservata nella chiesa omonima nel villaggio di Kanala a Citno, che prende il nome da Panagia. Il tempio originale era una costruzione semplice e di piccole dimensioni. Nel 1869 la chiesa originaria fu demolita e al suo posto ne fu ricostruita una nuova che, con l'aiuto degli abitanti di Dryopida, si trasformò nel tempo fino ad assumere l’attuale aspetto, con le modifiche più importanti dello spazio avvenute successivamente nel 1946.
Nel 1973 la chiesa di Panagia Kanala è stata riconosciuta come luogo santo di pellegrinaggio per decisione del Santo Sinodo della Chiesa di Grecia. Lo spazio esterno del tempio è arricchito con archi in pietra, terrazze, muri a secco, piante e fiori e dispone di un’ampia pavimentazione.

## La celebrazione
Panagia Kanala è la patrona dell'isola e uno dei più importanti luoghi di pellegrinaggio delle Cicladi. Si festeggia il 15 di agosto di ogni anno e dal 1º agosto, inizia un programma di liturgie che si tiene tutti i pomeriggi, fino al 13 agosto quando viene cantata la “veglia” per tutta la notte. Alla vigilia della celebrazione si cantano i Grandi Vespri, seguiti da un grande festeggiamento con musiche e balli tradizionali. Le celebrazioni culminano nel giorno in cui si celebra la Divina Liturgia a cui segue la processione dell'icona della Vergine Maria nell'insediamento. Il tour termina al molodel porticciolo di Kanala doveha luogo la rappresentazione del ritrovamento dell'icona della Vergine Maria. I sacerdoti lanciano una copia dell'immagine nel mare e le persone si tuffano per recuperarla, il che è considerato grande benedizione. Si festeggia la Panagia Kanala anche l'8 settembre, con lo svolgimento di tradizionali festeggiamenti.